# Herminia Roman
Herminia B. Roman (nascida em 9 de Julho de 1940) é uma política filipina. Membro do Partido Liberal , e anteriormente do partido Lakas-Kampi-CMD, ela é membro atuante na Casa dos Representantes das Filipinas (House of Representatives of the Philippines), representando o 1º distrito de Bataan desde 2007.
Roman é casada com Antonino P. Roman, de quem ela sucedeu o cargo no congresso e com quem tem quatro filhos: Renato Marcelino Roman, Geraldine Roman, Antonino B. Roman e Regina Wagan Cruz.